# Elimia lachryma
Elimia lachryma är en snäckart som först beskrevs av Reeve 1861.  Elimia lachryma ingår i släktet Elimia och familjen Pleuroceridae. IUCN kategoriserar arten globalt som utdöd. Inga underarter finns listade i Catalogue of Life.